# Tagolsheim
Tagolsheim è un comune francese di 953 abitanti situato nel dipartimento dell'Alto Reno nella regione del Grand Est.

## Storia

### Simboli
Lo stemma comunale è stato adottato nel 1974 e si blasona: 

## Società

### Evoluzione demografica
Abitanti censiti